# Schlacht am Welfesholz
Die Schlacht am Welfesholz, die am 11. Februar 1115 stattfand, war Höhepunkt der kriegerischen Auseinandersetzung zwischen Heinrich V. und aufständischen Sachsen.

## Vorgeschichte
Seit dem Versuch des Kaisers Heinrich V., Sohn Heinrichs IV., im Jahre 1112 die Grafschaft Weimar-Orlamünde dem königlichen unmittelbaren Besitz einzuverleiben, stand der Salier einer engen Fürstenopposition um Pfalzgraf Siegfried und Wiprecht von Groitzsch dem Älteren gegenüber. Die zahlreichen Eingriffe des Salierkaisers, vor allem seine Territorialpolitik und die eigenmächtige Absetzung sächsischer Edelleute motivierten manche Fürsten zum offenen Widerstand. Trotz zwischenzeitlicher Ruhephasen war die Situation schon seit dem Weimarer Erbstreit 1112, spätestens jedoch mit dem Warnstedter Überfall, eskaliert. Damals, am 9. März 1113 bei Warnstedt in der Nähe von Quedlinburg, gelang es dem kaiserlichen Heer unter der Führung des kriegserprobten Feldmarschalls Hoyer I. von Mansfeld, die Aufständischen zu schlagen. Diese mussten sich danach unter als entehrend empfundenen Bedingungen dem Kaiser unterwerfen. Dieser stand auf dem Gipfel seines Erfolgs.
Kurz danach formierte sich der sächsische Widerstand neu. Seit dem Herbst 1114 waren mit dem Kreuzberger Bündnis auch die sächsischen Großen um Lothar von Süpplingenburg Teil einer Fürstenrevolte, welche im niederrheinisch-westfälischen Gebiet um Köln einen zweiten regionalen Schwerpunkt hatte. Die Schlacht am Welfesholz war im Kontext des Reiches Teil des gesamten antisalischen Widerstands gegen den Salier Heinrich V., dessen Regierungsstil zunehmend als autokratisch und gegen die Fürsten gerichtet empfunden wurde, und kein bloßer Ausdruck sächsischer Reichsfeindschaft.

## Die Schlacht
Die Schlacht selbst fand am 11. Februar 1115 bei Welfesholz, einer Siedlung bei Hettstedt in der Gegend von Mansfeld statt. Dort standen sich die Heere des letzten Saliers, Kaiser Heinrich V., unter Führung seines Feldmarschalls Hoyer, und das der Fürstenopposition des Reiches gegenüber. Diese Fürstenopposition bestand aus den sächsischen Größen, Herzog Lothar von Süpplingenburg, Wiprecht von Groitzsch, Bischof Reinhard von Blankenburg, Bischof von Halberstadt und Pfalzgraf von Sachsen Friedrich von Sommerschenburg. Neben den sächsischen Aufständischen nahmen auch niederrheinisch-westfälische Fürsten wie Friedrich von Arnsberg an der Schlacht teil.
Nachdem das kaiserliche Heer am 10. Februar gesammelt war, kam es schon am Vorabend der Schlacht zu Scharmützeln der Konfliktparteien. Wie die Annales Pegaviensis berichten, fiel der kaisertreue Sachse Hoyer I. von Mansfeld während eines wagemutigen Sturmangriffs auf seine Gegner. Er wurde von Wiprecht von Groitzsch dem Jüngeren im Zweikampf niedergestreckt. Mit dem Fall des kaiserlichen Feldmarschalls war offensichtlich auch die Schlacht entschieden. Diese ging zu Gunsten der Opposition aus, der Kaiser musste fliehen.

## Folgen
Der Kaiser verlor für den Rest seiner Regierungszeit jeglichen Einfluss in Sachsen. Besonders hervorgehoben wurde auch die Rache des sächsischen Bischofs Reinhard von Halberstadt, er verweigerte den gefallenen Feinden aus dem kaiserlichen Lager ein christliches Begräbnis, womit, nach damaligem Verständnis, „ihre Seelen verdammt blieben“.
Der Sieg der sächsisch-niederrheinischen Fürstenopposition wurde zum Markstein des stetigen Machtverlustes Heinrichs V. Die Führungsrolle Lothars von Süpplingenburg hingegen wurde ein gewichtiger Faktor, der nicht zuletzt zu dessen Königswahl im Frühjahr 1125 beitrug.
Theodor Körner schrieb später die Volkssage Graf Hoyer von Mansfeld oder die Schlacht am Welfesholze, die von der Schlacht erzählt.